# Belhacem
Belhacem (auch Bethasem, arabisch قلعة أبي الحسن, DMG Qalʿat Abī l-Ḥasan) ist die Ruine einer Kreuzfahrerburg im heutigen Libanon.

## Lage
Die Anlage liegt etwa 7 km östlich von Sidon, auf einem heute bewaldeten Gebirgssporn, an einer Schleife des Flusses Awali.

## Geschichte
Die Burg wurde von den Kreuzfahrern des Königreichs Jerusalem Anfang des 12. Jahrhunderts errichtet. Im Jahre 1128 wird die Burg erstmals in den Chroniken erwähnt, als der Patriarch von Jerusalem, Garmond von Picquigny, in der Burg ansässige Räuber belagerte. Strategisch diente sie den Kreuzfahrern, zusammen mit den weiter östlich gelegenen befestigten Höhlen von Tyron zur Sicherung des Hinterlandes von Sidon.